# Sick-sacksöm
Sick-sacksöm är en söm som kan sys på symaskinen. Sömmen används i största utsträckning för att sy traskanter på tyg.
Sick-sacksömmen är en söm som sys i ett sick-sack mönster och förstärker traskanten.